# Anigrus ianthe
Anigrus ianthe är en insektsart som först beskrevs av Rauno E. Linnavuori 1973.  Anigrus ianthe ingår i släktet Anigrus och familjen Meenoplidae. Inga underarter finns listade i Catalogue of Life.